# Ustazade Silvestre de Sacy
Samuel Ustazade Silvestre de Sacy, född den 17 oktober 1801 i Paris, död där den 14 februari 1879, var en fransk publicist, son till Antoine Isaac Silvestre de Sacy.
de Sacy studerade juridik och praktiserade några år som advokat, men ägnade sig sedermera helt och hållet åt journalistik och litteratur. År 1828 blev han medarbetare i "Journal des débats", där han kvarstod i över 20 år, varunder större delen av alla tidningens politiska inlägg författades av honom. Han fick snart stadgat anseende som en av Frankrikes yppersta prosaister. 
År 1843 blev de Sacy konservator och 1848 administratör för Mazarinska biblioteket. År 1854 efterträdde han Jay i Franska akademien. de Sacy, som mycket intresserat sig för och sysslat med undervisningsfrågor, blev 1864 medlem av högsta undervisningsrådet och understödde varmt Duruys reformer på området. År 1865 blev han senator. 
de Sacy utgav Variétés littéraires, morales et historiques (1861), en samling av hans bästa tidningsartiklar, Introduction à la vie dévote de François de Sales (1855), Lettres spirituelles de Fénelon (1856) och Lettres de madame de Sévigné (1864).